# Wiesenegg (Adelsgeschlecht)

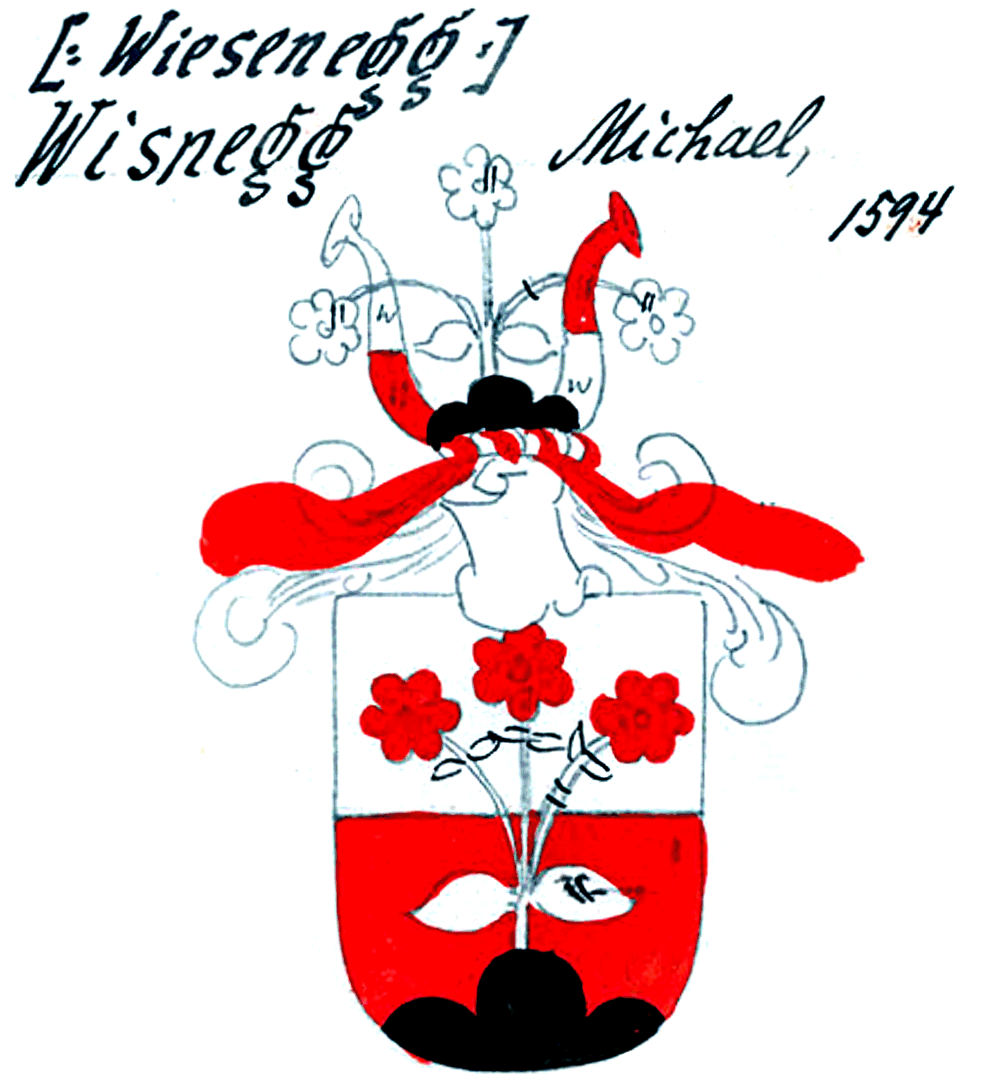
Stammwappen der Wiesenegg (1594)

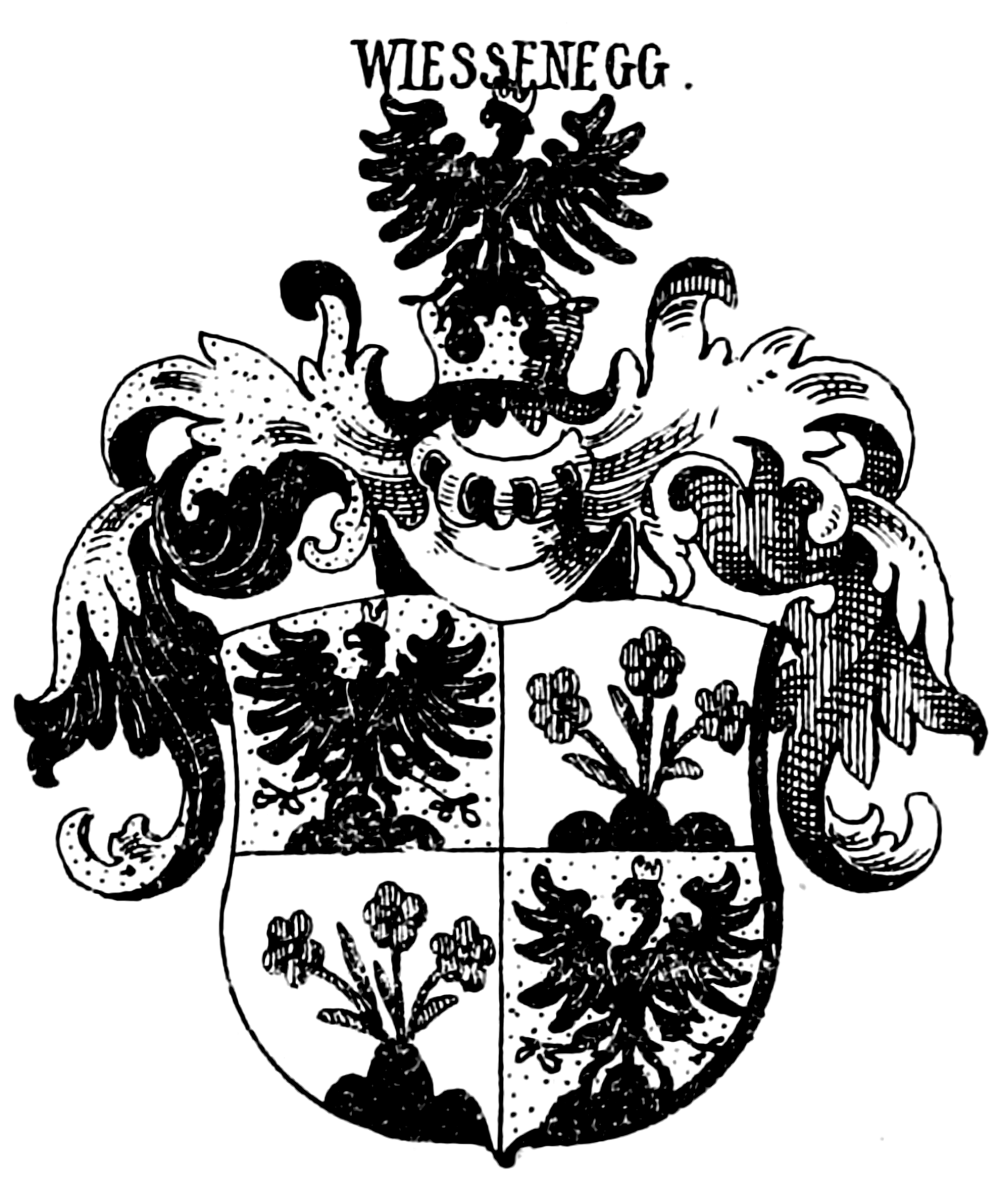
Gemehrtes Wappen der Wiesenegg (1655) in Siebmachers Wappenbuch

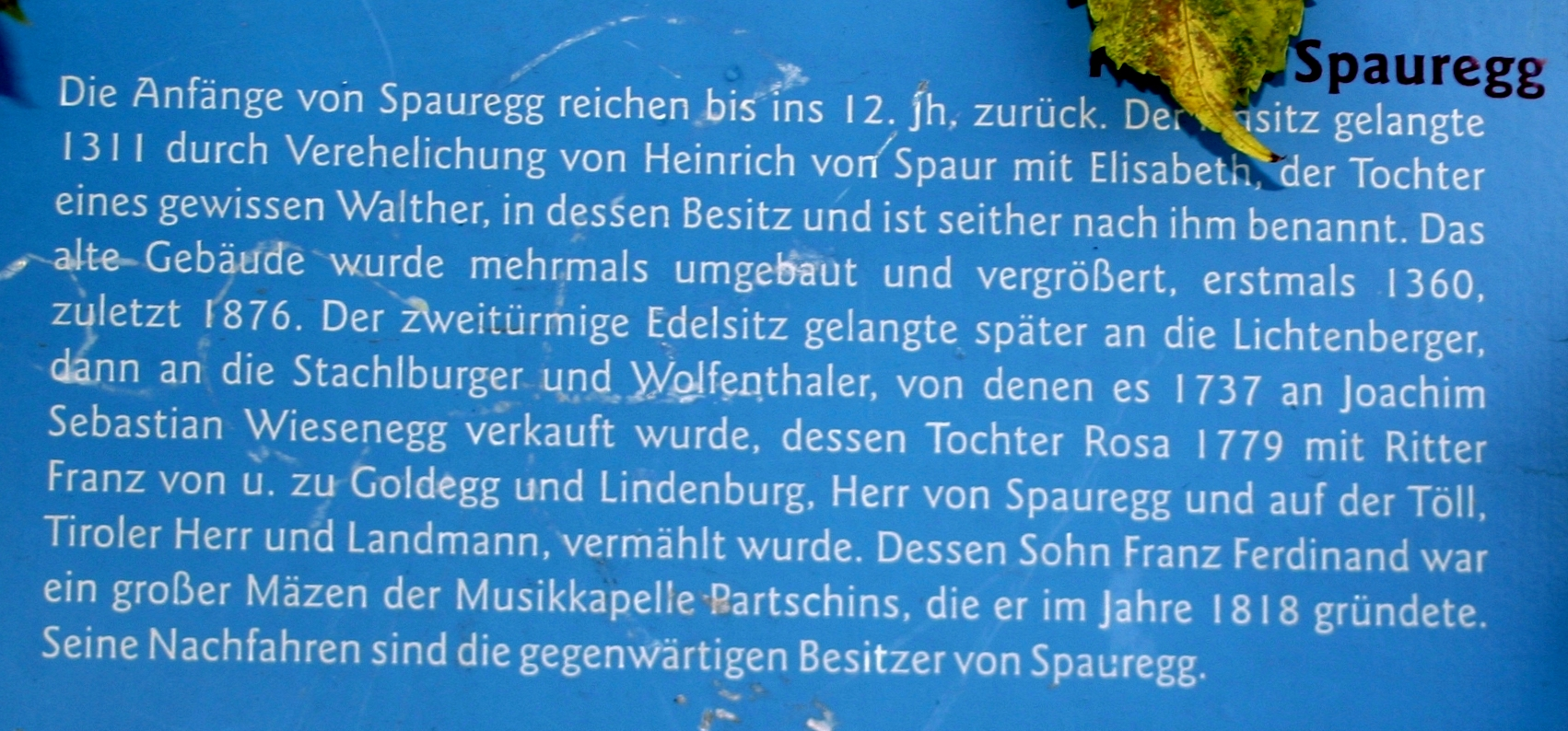
Infotafel am Ansitz Spauregg

Wiesenegg von Hurlach und Spauregg ist Name eines briefadeligen Geschlechts aus der gefürsteten Grafschaft Tirol, welches 1584 einen Wappenbrief erhielt und 1655 in den erblichen Reichsritterstand erhoben wurde.

## Geschichte
Die gesicherte Stammreihe beginnt mit dem seit 1528 urkundlich nachgewiesenen Goldschmied und Spitalmeister in Bozen Konrad Wiesenegg († 1553). Am 14. Oktober 1584 erhielt dessen Sohn, der Gerichtsanwalt bzw. Advokat sowie spätere Stadt- und Landrichter von Gries, Michael Wiesenegger (1550–1621), in Innsbruck vom Tiroler Landesfürsten Erzherzog Ferdinand II. von Tirol einen Wappenbrief. Darauf erhob am 15. Juli 1655 Kaiser Ferdinand III. in Wien dessen Sohn, den Pfleger von Lana, Ferdinand Wiesenegg in den erblichen Reichsritterstand mit der Vermehrung seines Wappens. Nach dem von Ferdinand von Wiesenegg 1656 erworbenen Ansitz Hurlach, am Ende der Fleischergasse in Bozen, nahm die Familie den Namenszusatz von Hurlach an und führte zeitweise auch deren Wappen als Herzschild. Dieses Wappen war später bei der Linie in Reutte nicht mehr gebräuchlich.
Am 11. Januar 1736 wurde Johann Sebastian Wiesenegg von Hurlach aus Brixen in die Tiroler Adelsmatrikel aufgenommen. Seit 1737 gehörte den Wiesenegg zu Hurlach der Ansitz Spauregg sowie vor 1794 der Ansitz Gaudententurm. An ihrem Wohnsitz in Partschins hatten die Brüder Paul Leopold und Georg Anton Wiesenegg einstmals das sogenannte Wiesenegg´sche Benefizium gestiftet. Laut seinem vom 8. Juli 1792 in Bozen veröffentlichten Testament gab Paul Leopold von Wiesenegg zu Hurlach und Spauregg 7250 Gulden zu diesem Benefizium. Schließlich erhöhte Anton von Wiesenegg in seinem letzten Willen das Kapital auf 10.000 Gulden, mit der Bestimmung: „Das Benefiziat muss ewig zu Partschins verbleiben, der Benefiziat wöchentlich sechs Heilige Messen für die Stifter und deren Familie zelebrieren...“. Die Stiftung kam 1798 zu Stande, erhielt jedoch erst am 23. August 1823 von der geistlichen und weltlichen Obrigkeit deren endgültige Zustimmung. Als erster Benefiziat trat 1798 Pater Joseph Ladurner seinen Dienst an. 1794 bis 1795 wirkte Josef von Wiesenegg zu Hurlach in St. Jakob in Defereggen als k. k. Mauteinnehmer. Seit dem 19. Jahrhundert blühte in Reutte ein Zweig der Wiesenegg, der auf Karl von Wiesenegg zurückging. Sein Enkel Karl von Wiesenegg besaß dort den Gasthof „Zur Goldenen Glocke“.

## Besitzungen

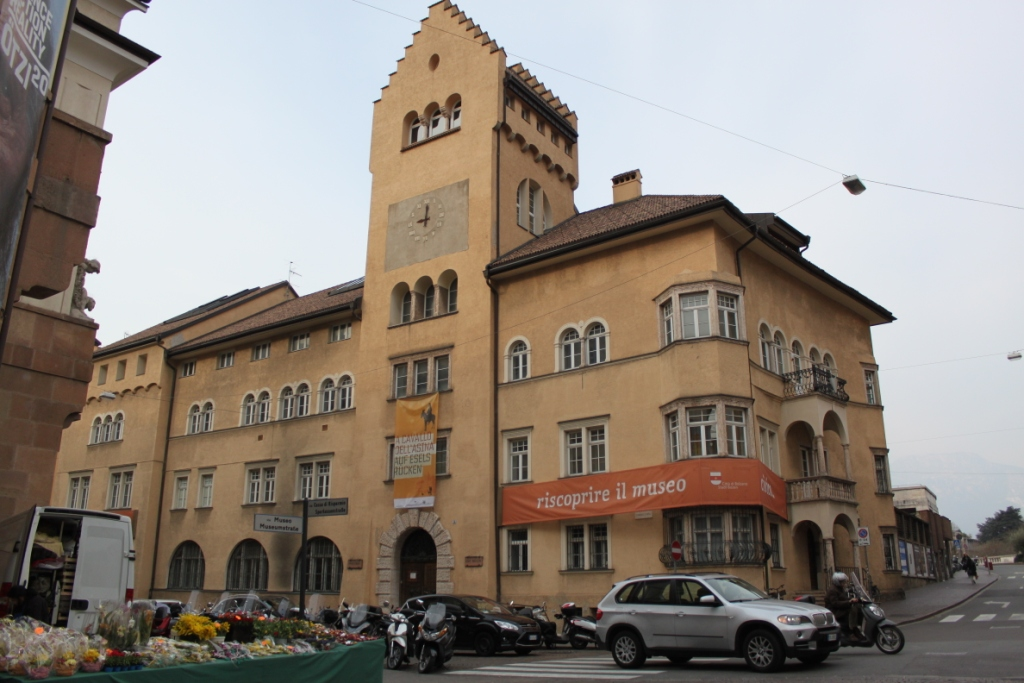
Ansitz Hurlach
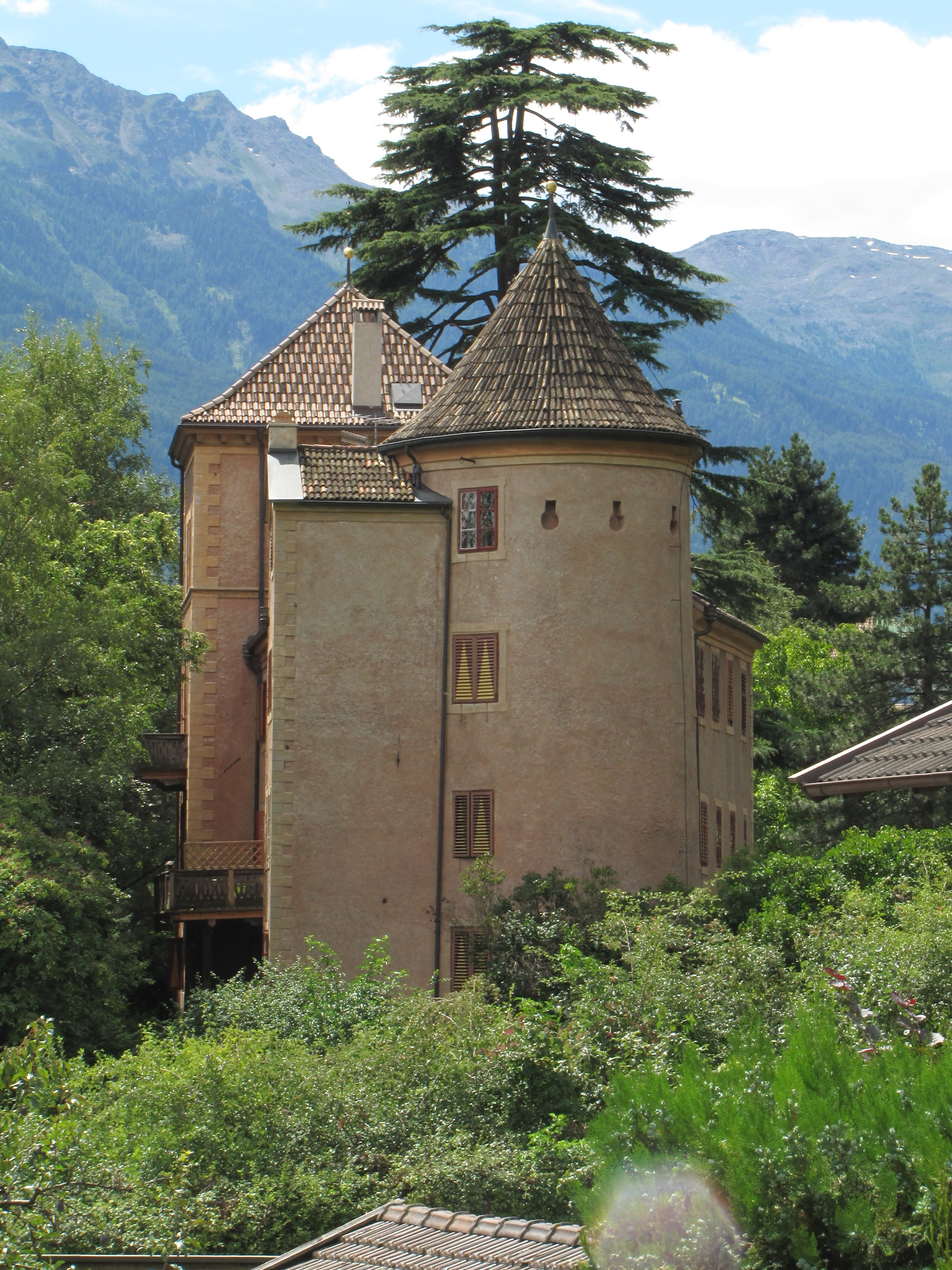
Ansitz Spauregg
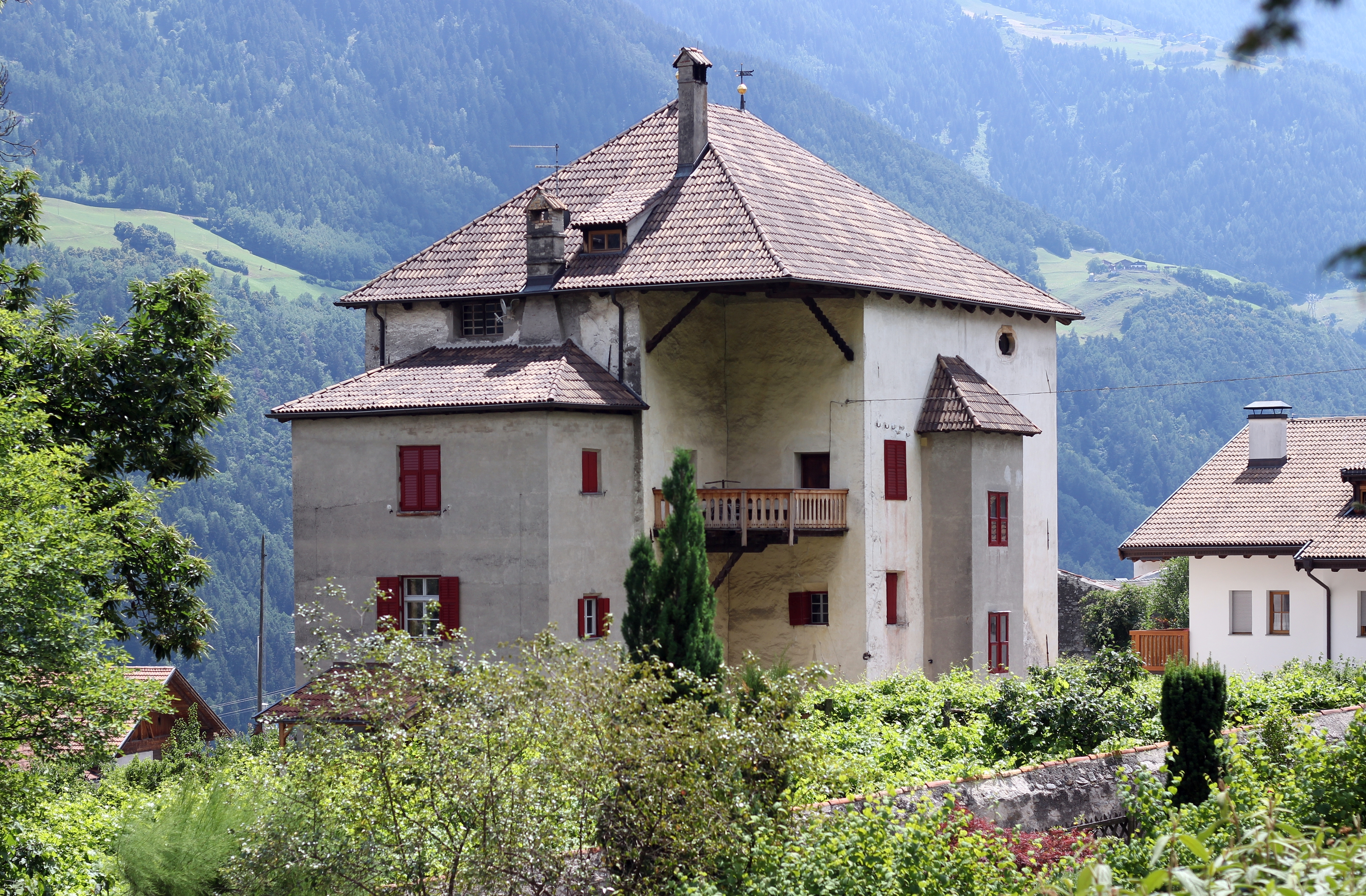
Ansitz Gaudententurm
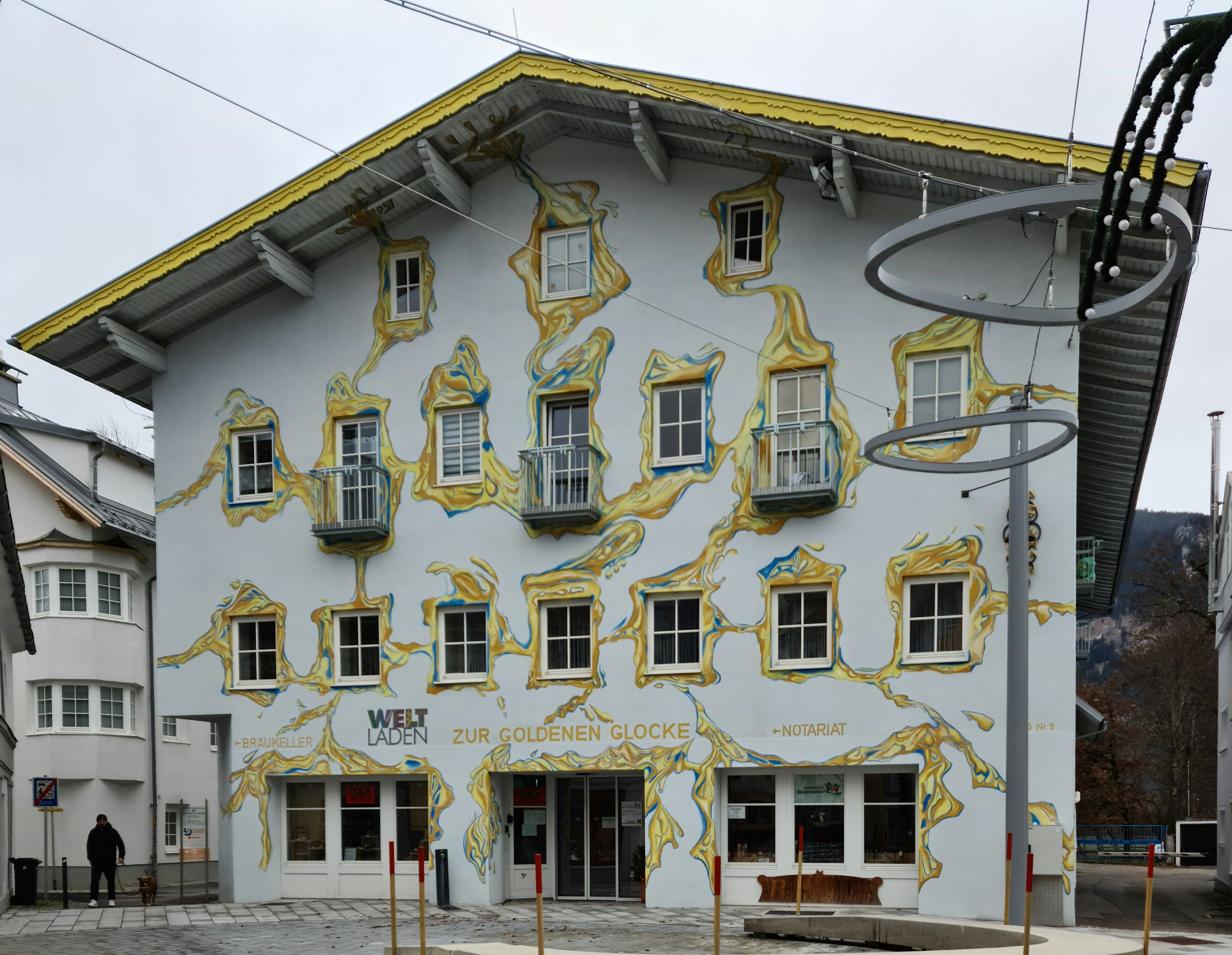
Gasthof Zur Goldenen Glocke

- Ansitz Gaudententurm

- Gasthof Zur Goldenen Glocke

- Ansitz Hurlach
- Ansitz Spauregg
- Ansitz Gaudententurm
- Gasthof Zur Goldenen Glocke

## Wappen
- Stammwappen: Schild von Silber und Rot geteilt, im Fuß ein schwarzer Dreiberg, aus denen drei rote Rosen an grünen Stielen wachsen. Auf dem geschlossenen Helm mit rotem Wulst der Dreiberg mit den Rosen zwischen Silber und Rot übereck geteilten Decken.
- Gemehrtes Wappen: Schild von Gold und Silber geviert. In Feld 1 und 4 über schwarzem Dreiberg ein gekrönter schwarzer Adler. In Feld 2 und 3 aus schwarzem Dreiberg drei rote Rosen an grünen Stielen. Auf dem Helm ein Dreiberg, darauf der Adler. Decken Schwarz-Gold und Rot-Silber.

## Genealogie (Auswahl)
1. Konrad Wiesenegg († 1553), Goldschmied und Spitalmeister in Bozen, ⚭ NN
  1. Michael Wiesenegg (1550–1621), Stadt- und Landrichter, ⚭ 1.) 1586 Margaretha Campiller von Campill, ⚭ 2.) 1596 Sibilla Schgraffer
    1. Ferdinand von Wiesenegg, Pfleger, 1655 Ritterstand, ⚭ 1.) Barbara Voglmayr von Thierberg, ⚭ 2.) Maria Anna von Görst
      1. Anton Ferdinand von Wiesenegg, ⚭ 1690 Anna Katharina von Lebenrain
        1. Johann Sebastian von Wiesenegg, ⚭ Katharina Elisabeth von Ingram
          1. Joseph Jakob von Wiesenegg, ⚭ Judith Jänner von Senburg
            1. Joseph von Wiesenegg, ⚭ Franziska Bischer
            2. Johann Sebastian von Wiesenegg, starb ledig
            3. Peter von Wiesenegg, ⚭ Barbara Glaninqqerd, verwitwete von Hebenstreit
              1. Peter von Wieseneg, ⚭ Rosa Flauger, Wirtstochter aus Eggen
              2. Joseph von Wiesenegg, starb ledig

            4. Anton Jakob von Wiesenegg († 1779), k. k. Zollbeamter in Meran
            5. Maria Katharina von Wiesenegg, ⚭ Jakob von Massey von Anro
            6. Maria Margarethe von Wiesenegg, ⚭ Alois von Payr zum Thurm
            7. Maria Johanna von Wiesenegg, ⚭ Johann von Campi
            8. Klara von Wiesenegg, ⚭ Johann von Aukenthaler
            9. Maria Theresia Wiesenegg, ⚭ Felix von Troyer zu Ansheim
            10. Magdalena Wiesenegg, ⚭ Johann von Mörl zu Sichelburg

          2. Johann Anton Ferdinand von Wiesenegg, ⚭ Maria Theresia von Eberschlager
            1. Joseph Valentin Wiesenegg, k. k. Zolleinnehmer, ⚭ Maria Anna Dröscher
            2. Johann Anton Ferdinand Wiesenegg, Hauptmann a. D., starb ledig in Budapest
            3. Peter Paul Wiesenegg, k. k. Kanzlist in Bozen, ⚭ Katharina von Mayr zu Kronegg und Mohrberg
              1. Karl von Wiesenegg (* 1831; † 1874), k. k. Steueramtskontrolleur in Kufstein, ⚭ Franziska Kinker
                1. Karl von Wiesenegg († 1919), ⚭ Aloisia Hager, Wirtstochter aus Reutte
                  1. Karl von Wiesenegg, Gasthofbesitzer in Reutte
                  2. Luise von Wiesenegg, ⚭ NN Wager, Gendarmerieinspektor
                  3. Maria von Wiesenegg, ⚭ NN Pachtner, Kaufmann in München
                  4. Sophie von Wiesenegg, ⚭ NN Zumb, Postamtsleiter in Kufstein
                  5. Kreszentia von Wiesenegg, ⚭ Julius Haas in Wien
                  6. Christoph von Wiesenegg, Wachmann in Reutte, ⚭ Franziska Silbenagel
                  7. Helene von Wiesenegg, ⚭ NN Pfitsch, Rechtsanwalt in München

            4. Franz Xaver von Wiesenegg, k. k. Zollamtskontrolleur, ⚭ Josepha Punharter
            5. Johann von Wiesenegg, k. k. Hauptmann
            6. Marianna von Wiesenegg, ⚭ Johann von Schösser, Regimentsarzt

          3. Georg Anton von Wiesenegg, ⚭ Anna Maria von Kager zu Mayregg
            1. Rosa Christina von Wiesenegg, ⚭ Franz Joseph Ritter von Goldeck, k. k. Regierungsrat

          4. Franz Paul von Wiesenegg († 1768), Pfarrer zu Lengmoos
          5. Paul Leopold von Wiesenegg, starb ledig
          6. Anna Katharina von Wiesenegg, ⚭ Alexander von Egen zu Thurnstein

        2. Franz Melchior von Wiesenegg, k. k. Hauptmann, starb ledig